# Arnolec
Arnolec (en allemand : Arnoletz ou Arnoldsdorf) est une commune du district de Jihlava, dans la Vysočina, en République tchèque. Sa population s'élevait à 202 habitants en 2024.

## Géographie
Arnolec se trouve à 18 km à l'est-nord-est de Jihlava et à 123 km au sud-est de Prague.
La commune est limitée par Stáj au nord, par Bohdalov et Černá à l'est, par Jersín et Nadějov au sud, et par Zhoř à l'ouest.

## Histoire
La première mention écrite du village remonte à 1407.

## Transports
Par la route, Arnolec se trouve à 10,5 km de Polná, à 21 km de Jihlava et à 142 km de Prague.